# Mandewila

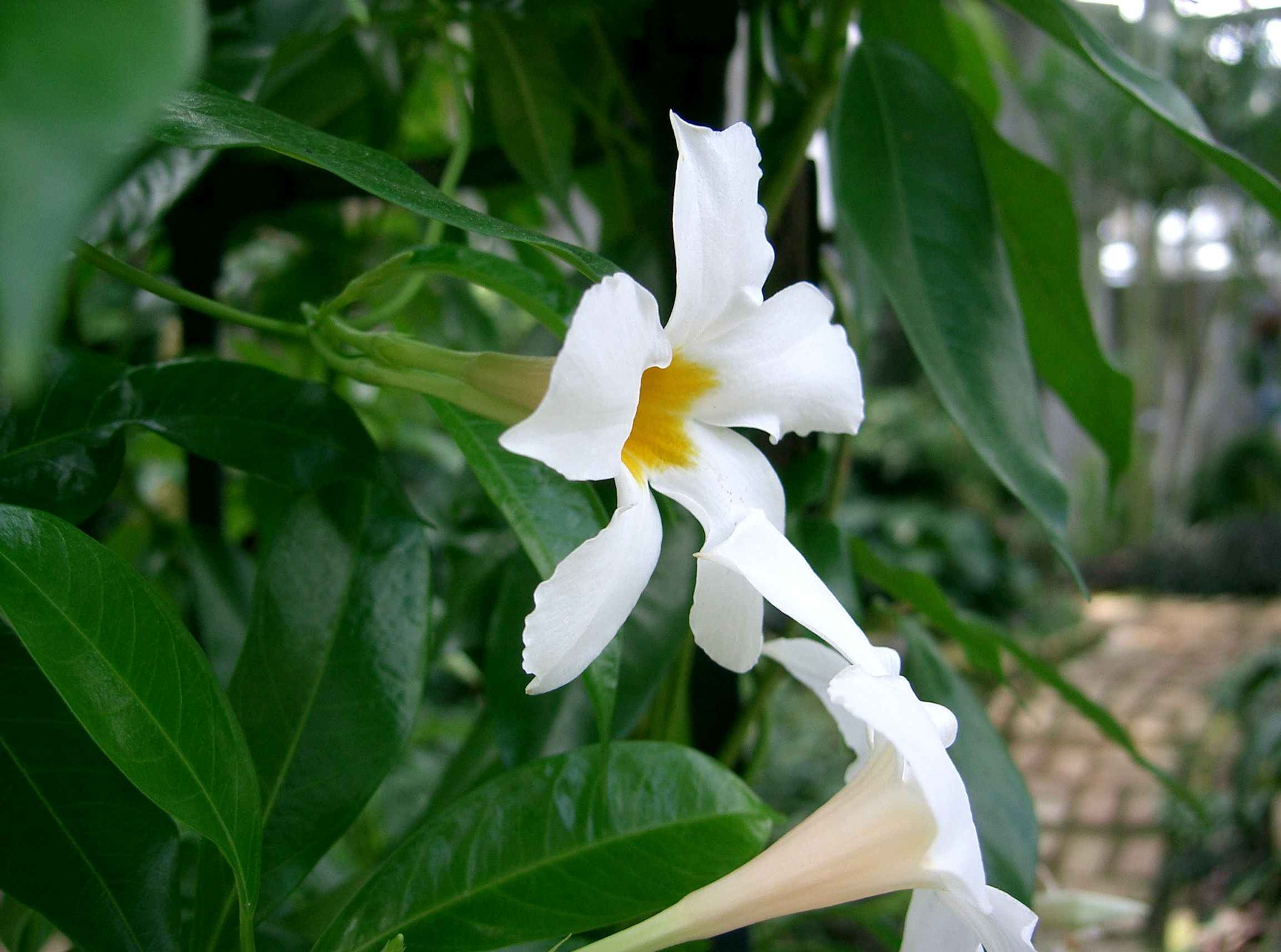
Mandevilla boliviensis

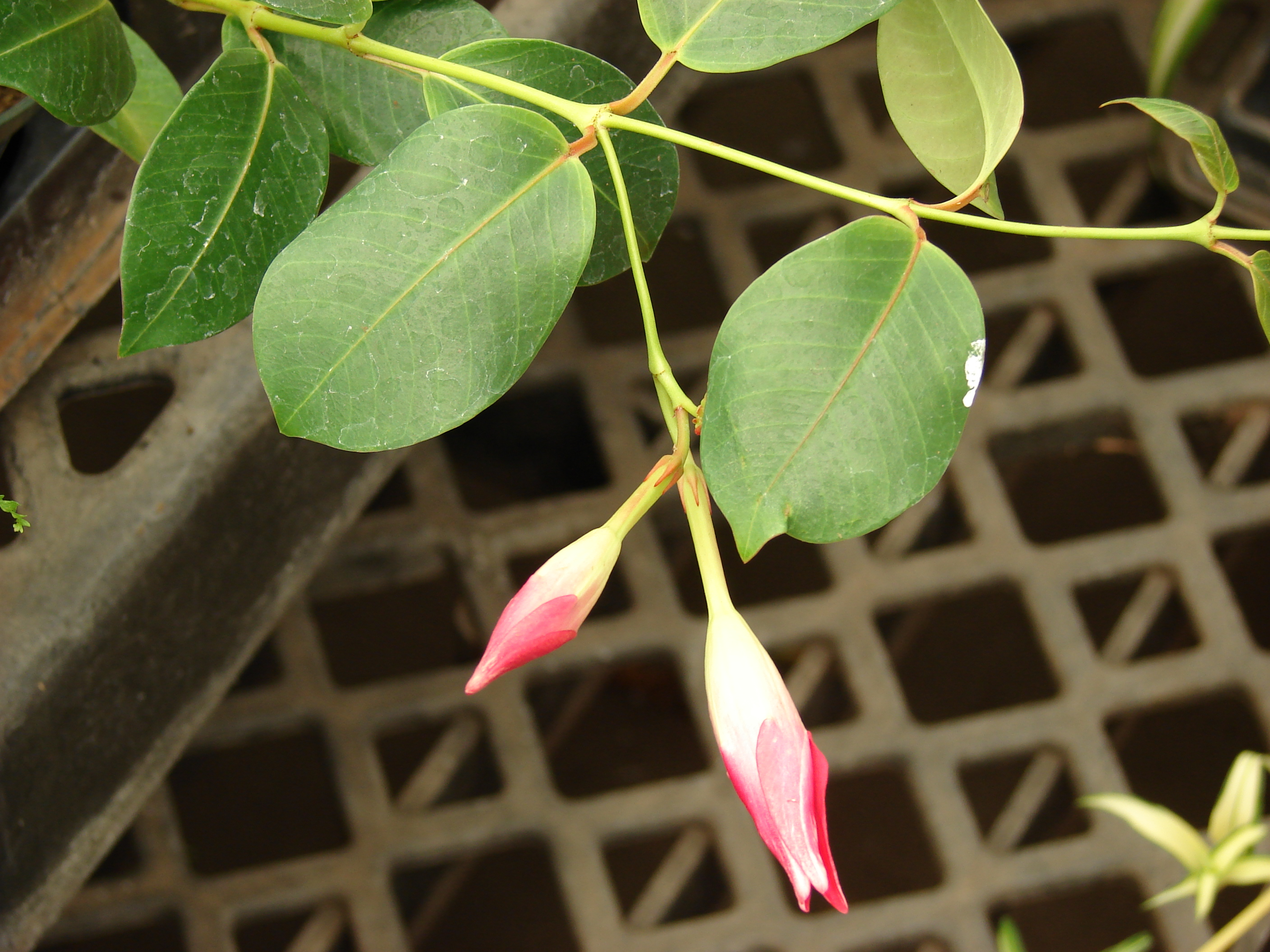
Mandevilla splendens

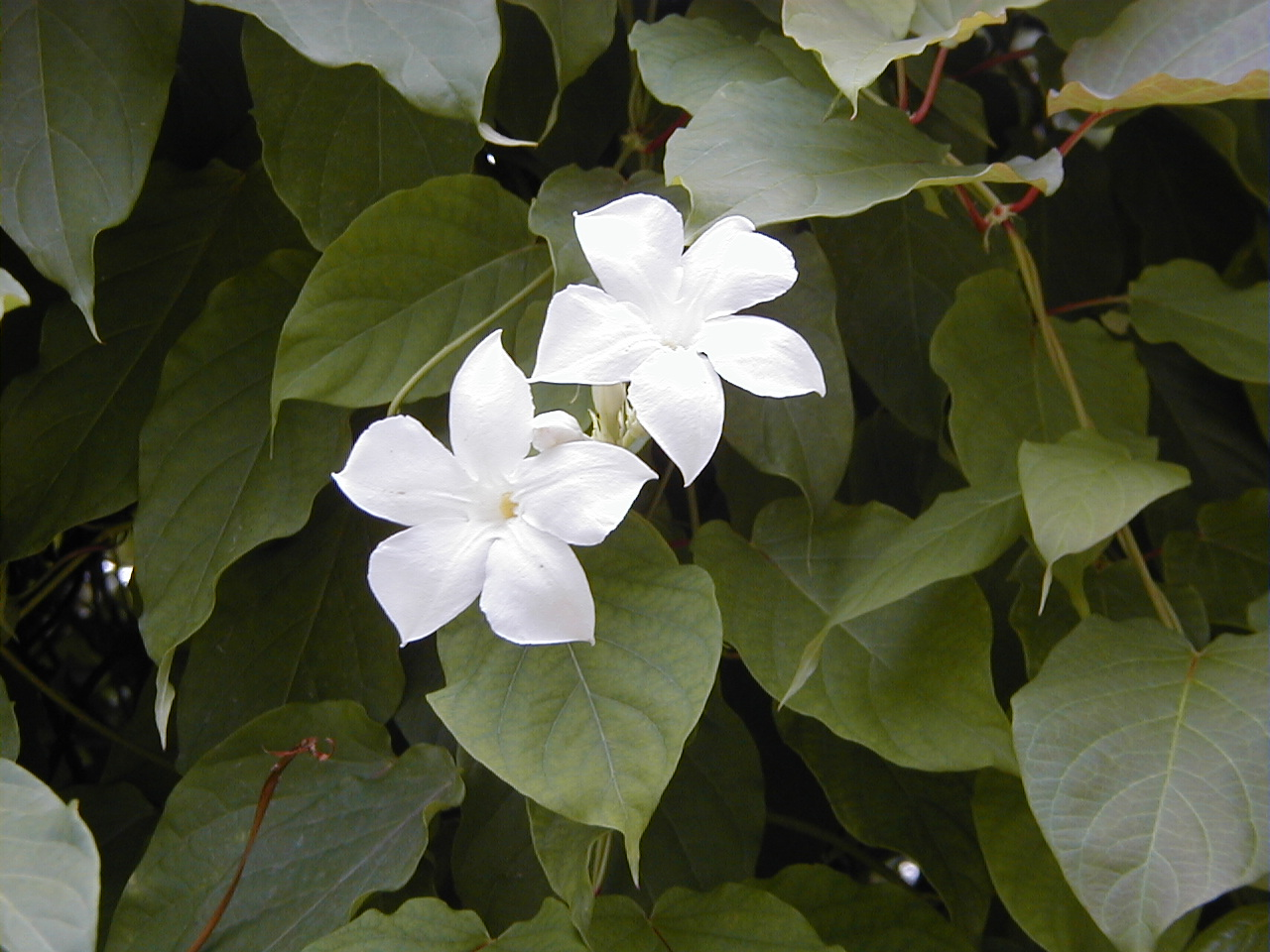
Mandevilla laxa

Mandewila (Mandevilla) – rodzaj roślin należący do rodziny toinowatych. W Polsce rośliny te znane są głównie pod nazwą dipladenii (jest to jeden z synonimów rodzaju Mandevilla). Gatunkiem typowym jest Mandevilla suaveolens  Lindl. Do rodzaju Mandevilla należy ok. 200 gatunków roślin występujących głównie w Ameryce Południowej.

## Morfologia
Większość gatunków to pnącza lub rośliny wijące się. Mają duże kwiaty w postaci trąbki o płatkach korony odwiniętych na zewnątrz. W ich zalążni znajdują się dwa gruczoły i stąd pochodzi nazwa Dipladenia (w języku greckim diplos znaczy podwójny, aden – gruczoł). Ulistnienie naprzewciwległe.

## Systematyka
Rodzaj Mandevilla należy do plemienia Mesechiteae w podrodzinie Apocynoideae z rodziny toinowatych (Apocynaceae)
Wykaz gatunków
- Mandevilla abortiva J.F.Morales
- Mandevilla achrestogyne (Woodson) Woodson
- Mandevilla acutiloba (A.DC.) Woodson
- Mandevilla aequatorialis J.F.Morales
- Mandevilla albifolia J.F.Morales
- Mandevilla alboviridis (Rusby) Woodson
- Mandevilla alexicaca (Mart. ex Stadelm.) M.F. Sales
- Mandevilla alvarezii Daniel
- Mandevilla amazonica J.F.Morales
- Mandevilla anceps Woodson
- Mandevilla andina J.F.Morales & A.Fuentes
- Mandevilla andrieuxii (Müll.Arg.) Hemsl.
- Mandevilla angustata (Steyerm.) J.F.Morales
- Mandevilla angustifolia (Malme) Woodson
- Mandevilla annulariifolia Woodson
- Mandevilla antennacea (A.DC.) K.Schum.
- Mandevilla antioquiana J.F.Morales
- Mandevilla apocynifolia (A.Gray) Woodson
- Mandevilla aracamunensis Morillo
- Mandevilla arcuata A.H.Gentry
- Mandevilla aridana J.F.Morales
- Mandevilla assimilis (K.Schum.) J.F.Morales
- Mandevilla atroviolacea (Stadelm.) Woodson
- Mandevilla bahiensis (Woodson) M.F.Sales & Kin.-Gouv.
- Mandevilla barretoi Markgr.
- Mandevilla benthamii (A.DC.) K.Schum.
- Mandevilla bogotensis (Kunth) Woodson
- Mandevilla boliviensis (Hook.f.) Woodson
- Mandevilla brachyloba (Müll.Arg.) K.Schum.
- Mandevilla brachysiphon (Torr.) Pichon
- Mandevilla bracteata (Kunth) Kuntze
- Mandevilla bracteosa (Rusby) Woodson
- Mandevilla bradei Markgr.
- Mandevilla callacatensis Markgr.
- Mandevilla callista Woodson
- Mandevilla caquetana J.F.Morales
- Mandevilla catimbauensis Souza-Silva, Rapini & J.F.Morales
- Mandevilla caurensis Markgr.
- Mandevilla cercophylla Woodson
- Mandevilla cereola Woodson
- Mandevilla clandestina J.F.Morales
- Mandevilla coccinea (Hook. & Arn.) Woodson
- Mandevilla columbiana J.F.Morales
- Mandevilla congesta (Kunth) Woodson
- Mandevilla convolvulacea (A.DC.) Hemsl.
- Mandevilla crassinoda (Gardner) Woodson
- Mandevilla cuneifolia Woodson
- Mandevilla cuspidata (Rusby) Woodson
- Mandevilla dardanoi M.F.Sales, Kin.-Gouv. & A.O.Simões
- Mandevilla dissimilis Woodson
- Mandevilla dodsonii A.H.Gentry
- Mandevilla duartei Markgr.
- Mandevilla duidae (Woodson) Woodson
- Mandevilla emarginata (Vell.) C.Ezcurra
- Mandevilla equatorialis Woodson
- Mandevilla espinosae Woodson
- Mandevilla exilicaulis (Sessé & Moc.) J.K.Williams
- Mandevilla eximia (Hemsl.) Woodson
- Mandevilla filifolia Monach.
- Mandevilla fistulosa M.F.Sales, Kin.-Gouv. & A.O.Simões
- Mandevilla foliosa (Müll.Arg.) Hemsl.
- Mandevilla fragilis Woodson
- Mandevilla fragrans (Stadelm.) Woodson
- Mandevilla frigida J.F.Morales
- Mandevilla funiformis (Vell.) K.Schum.
- Mandevilla glandulosa (Ruiz & Pav.) Woodson
- Mandevilla gracilis (Kunth) J.F.Morales
- Mandevilla grata Woodson
- Mandevilla grazielae M.F.Sales, Kin.-Gouv. & A.O.Simões
- Mandevilla guanabarica Casar. ex M.F.Sales, Kin.-Gouv. & A.O.Simões
- Mandevilla harleyi M.F.Sales, Kin.-Gouv. & A.O.Simões
- Mandevilla hatschbachii M.F.Sales, Kin.-Gouv. & A.O.Simões
- Mandevilla hesperia (I.M.Johnst.) A.O.Simões, Kin.-Gouv. & M.E.Endress
- Mandevilla hirsuta (Rich.) K.Schum.
- Mandevilla holosericea (Sessé & Moc.) J.K.Williams
- Mandevilla holstii Morillo
- Mandevilla horrida J.F.Morales
- Mandevilla huberi Morillo
- Mandevilla hypoleuca (Benth.) Pichon
- Mandevilla illustris (Vell.) Woodson
- Mandevilla immaculata Woodson
- Mandevilla inexperata J.F.Morales
- Mandevilla jamesonii Woodson
- Mandevilla jasminiflora Woodson
- Mandevilla javitensis (Kunth) K.Schum.
- Mandevilla kalmiifolia (Woodson) J.F.Morales
- Mandevilla karwinskii (Müll.Arg.) Hemsl.
- Mandevilla krukovii Woodson
- Mandevilla lancibracteata Woodson
- Mandevilla lancifolia Woodson
- Mandevilla lanuginosa (M.Martens & Galeotti) Pichon
- Mandevilla lata Markgr.
- Mandevilla laxa (Ruiz & Pav.) Woodson
- Mandevilla leptophylla (A.DC.) K.Schum.
- Mandevilla ligustriflora Woodson
- Mandevilla lobbii Woodson
- Mandevilla lojana J.F.Morales
- Mandevilla longiflora (Desf.) Pichon
- Mandevilla longipes Woodson
- Mandevilla lucida Woodson
- Mandevilla luetzelburgii (H.Ross & Markgr.) Woodson
- Mandevilla macrosiphon (Torr.) Pichon
- Mandevilla manarana Morillo
- Mandevilla martiana (Stadelm.) Woodson
- Mandevilla martii (Müll.Arg.) Pichon
- Mandevilla matogrossana J.F.Morales
- Mandevilla megabracteata J.F.Morales
- Mandevilla mexicana (Müll.Arg.) Woodson
- Mandevilla microphylla (Stadelm.) M.F.Sales & Kin.-Gouv.
- Mandevilla mollissima (Kunth) K.Schum.
- Mandevilla montana (Kunth) Markgr.
- Mandevilla moricandiana (A.DC.) Woodson
- Mandevilla moritziana (Müll.Arg.) Donn.Sm.
- Mandevilla muelleri Woodson
- Mandevilla myriophylla (Taub. ex Ule) Woodson
- Mandevilla nacapulensis (Felger & Henrickson) A.O.Simões, Kin.-Gouv. & M.E.Endress
- Mandevilla nerioides Woodson
- Mandevilla nevadana J.F.Morales
- Mandevilla novocapitalis Markgr.
- Mandevilla oaxacana (A.DC.) Hemsl.
- Mandevilla obtusifolia Monach.
- Mandevilla pachyphylla Woodson
- Mandevilla paisae J.F.Morales
- Mandevilla pavonii (A.DC.) Woodson
- Mandevilla pendula (Ule) Woodson
- Mandevilla pentlandiana (DC.) Woodson
- Mandevilla permixta Woodson
- Mandevilla petraea (A.St.-Hil.) Pichon
- Mandevilla pohliana (Stadelm.) A.H.Gentry
- Mandevilla polyantha K.Schum. ex Woodson
- Mandevilla pringlei J.K.Williams
- Mandevilla pristina J.F.Morales
- Mandevilla pycnantha (Steud.) Woodson
- Mandevilla rigidifolia J.F.Morales
- Mandevilla riparia (Kunth) Woodson
- Mandevilla rubra Markgr. ex M.F.Sales, Kin.-Gouv. & A.O.Simões
- Mandevilla rugellosa (Rich.) L.Allorge
- Mandevilla rugosa (Benth.) Woodson
- Mandevilla rutila Woodson
- Mandevilla sagittarii Woodson
- Mandevilla sancta (Stadelm.) Woodson
- Mandevilla sancta-martae J.F.Morales
- Mandevilla sandemanii Woodson
- Mandevilla sanderi (Hemsl.) Woodson
- Mandevilla sandwithii Woodson
- Mandevilla scaberula N.E.Br.
- Mandevilla scabra (Hoffmanns. ex Roem. & Schult.) K.Schum.
- Mandevilla schlimii (Müll.Arg.) Woodson
- Mandevilla scutifolia Woodson
- Mandevilla sellowii (Müll.Arg.) Woodson
- Mandevilla semirii M.F.Sales, Kin.-Gouv. & A.O.Simões
- Mandevilla similaris J.F.Morales
- Mandevilla speciosa (Kunth) J.F.Morales
- Mandevilla spigeliiflora (Stadelm.) Woodson
- Mandevilla splendens (Hook.f.) Woodson
- Mandevilla spruceana (Müll.Arg.) K.Schum.
- Mandevilla stans (A.Gray) J.K.Williams
- Mandevilla stephanotidifol ia Woodson
- Mandevilla steyermarkii Woodson
- Mandevilla subcarnosa (Benth.) Woodson
- Mandevilla subcordata Rusby
- Mandevilla subpaniculata Woodson
- Mandevilla subsagittata (Ruiz & Pav.) Woodson
- Mandevilla subscorpoidea Wooton
- Mandevilla subsessilis (A.DC.) Woodson
- Mandevilla subspicata (Vahl) Markgr.
- Mandevilla subumbelliflora  J.F.Morales
- Mandevilla surinamensis (Pulle) Woodson
- Mandevilla symphytocarpa (G.Mey.) Woodson
- Mandevilla tenuifolia (J.C.Mikan) Woodson
- Mandevilla thevetioides Woodson
- Mandevilla torosa (Jacq.) Woodson
- Mandevilla trianae Woodson
- Mandevilla tricolor Woodson
- Mandevilla tristis J.F.Morales
- Mandevilla tubiflora (M.Martens & Galeotti) Woodson
- Mandevilla turgida Woodson
- Mandevilla ulei K.Schum. ex Markgr.
- Mandevilla undulata (C.Ezcurra) A.O.Simões, Kin.-Gouv. & M.E.Endress
- Mandevilla urceolata Markgr.
- Mandevilla urophylla (Hook.) Woodson
- Mandevilla vanheurckii (Müll.Arg.) Benth. ex B.D.Jacks.
- Mandevilla vasquezii J.F.Morales
- Mandevilla velame (A.St.-Hil.) Pichon
- Mandevilla venulosa (Müll.Arg.) Woodson
- Mandevilla veraguasensis (Seem.) Hemsl.
- Mandevilla versicolor Woodson
- Mandevilla villosa (Miers) Woodson
- Mandevilla virescens (A.St.-Hil.) Pichon
- Mandevilla widgrenii C.Ezcurra
- Mandevilla xerophytica J.F.Morales

## Zastosowanie
W Polsce niektóre gatunki są uprawiane jako rośliny ozdobne. Najlepiej rosną w szklarni, można je jednak uprawiać również jako rośliny pokojowe. Dobrze nadają się także do dekoracji balkonów, altan, na zimę muszą być przeniesione do ogrzewanych pomieszczeń. Są roślinami wieloletnimi. Rosną dość szybko, nie przycinane pędy przyrastają ok. 60 cm rocznie. Kwitną od wczesnego lata po późną zimę.

## Uprawa
Najważniejszym warunkiem powodzenia ich uprawy jest zapewnienie im stałej i dużej wilgotności powietrza. Aby to uzyskać można postawić doniczkę na kamykach na dużej podstawce stale wypełnionej wodą. Dobrze jest codziennie zraszać roślinę. Liści nie nabłyszcza się. Zimą należy je przetrzymywać w temperaturze nie niższej niż 13 °C, lepiej jednak gdy jest to 15 °C. Potrzebują dużo światła. Latem podlewa się je obficie, zimą niewiele. Rośliny corocznie przesadza się do większej doniczki (w pierwszym roku, gdy rosną szybko, nawet 2-3 razy). Jeśli nie chcemy by roślina miała postać długiego pnącza należy ją po przekwitnięciu silnie przyciąć. Latem nawozi się słabą dawką płynnych nawozów co 2 tygodnie. Rośliny bywają atakowane przez przędziorki, wełnowce i tarczniki. Zwalcza się je odpowiednimi środkami chemicznymi.